# Kinyongia fischeri
Kinyongia fischeri là một loài thằn lằn trong họ Chamaeleonidae. Loài này được Reichenow mô tả khoa học đầu tiên năm 1887.

## Hình ảnh

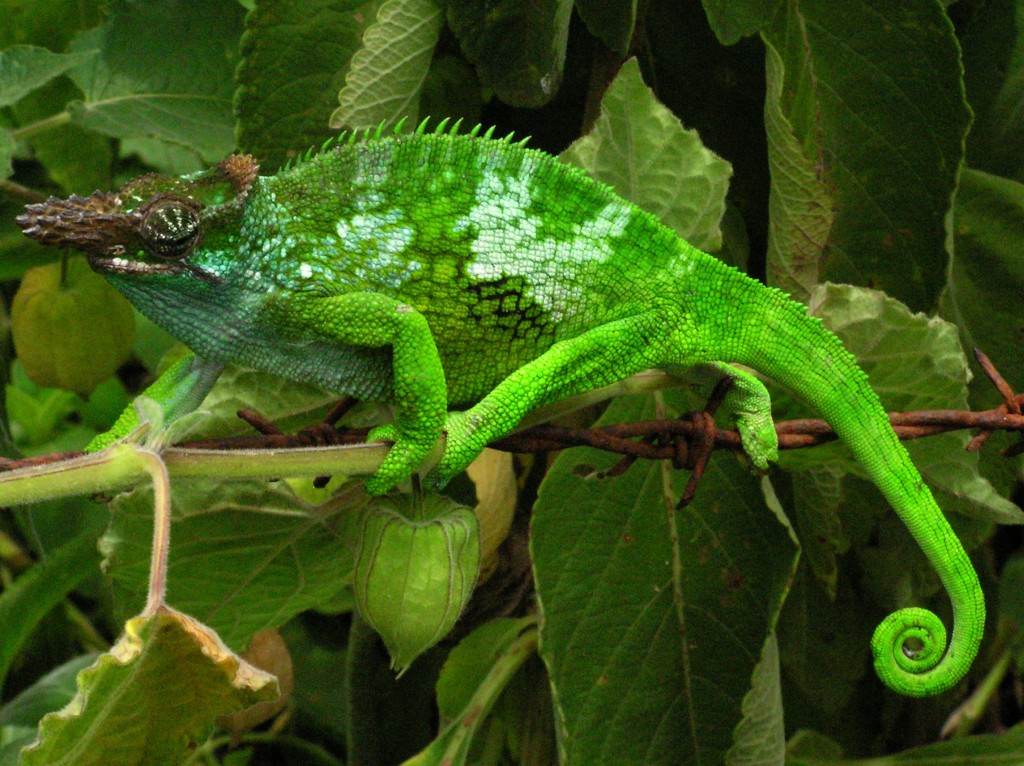